# Felix Behrend
Felix Behrend   (Charlottenburg, 23 d'abril de 1911 - Richmond, 27 de maig de 1962) va ser un matemàtic alemany, emigrat a Gran Bretanya i deportat a Austràlia.

## Vida i Obra
El seu pare, Felix Wilhelm Behrend, era professor de física i matemàtiques de secundària i era força conegut a Berlín com educador i director d'escola, però els nazis el van acomiadar, en part per la seva ascendència jueva i en part per les seves opinions polítiques liberals. El jove Behrend va fer els seus estudis secundaris a l'escola del seu pare, la Herderschule de Charlottenburg fins al 1929. Després va cursar estudis de matemàtiques a les universitats d'Hamburg i de Berlín, en la qual es va doctorar el 1933. El 1934, després de l'accés dels nazis al poder, va emigrar, primer a Cambridge, després a Zúric i, finalment, a Praga on va treballar per la companyia d'assegurances Merkur. El 1938 va obtenir un doctorat a la universitat Carolina de Praga amb la intenció de dedicar-se a la docència, però l'esclat de la Segona Guerra Mundial el 1939, que va fer de Txecoslovàquia un país poc segur, va tornar a emigrar a Anglaterra. El 1940 va ser detingut per les autoritats britàniques com un enemic estranger i va ser deportat a Austràlia en el HMT Dunera, en una escandalós i molt poc humà viatge.
A Austràlia, va ser internat al camp de presoners número 7 de Hay (Nova Gal·les del Sud) on va organitzar una "universitat" per ensenyar els presoners. Un dels seus alumnes al camp va ser l'aleshores jove Martin Hugo Löb. El 1942 va ser alliberat i va ser nomenat professor de la universitat de Melbourne, en la qual va romandre fins a la seva prematura mort el 1962. Aquest mateix any es va publicar el seu últim llibre de forma póstuma, Ulysses' Father (El pare d'Ulisses), una col·lecció de contes per dormir els infants, enllaçats pel mite de Sísif.
Behrend va ser un matemàtic versàtil. Els seus primers treballs van ser en teoria de nombres, però després va treballar en altres camps com l'àlgebra, l'anàlisi matemàtica o la geometria per acabar estudiant la topologia i els fonaments de la matemàtica. És recordat, sobre tot, pel teorema que porta el seu nom i per les sèries de múltiples de densitat unitària. A més del llibre abans esmentat, va publicar una trentena d'articles científics.